# Pčelarska viljuška
Pčelarska viljuška ili vilica za otklapanje je pčelarski alat čiji su zupci igličasti kako bi mogli otkriti i odstraniti voštani poklopac kojim pčele poklapaju zreli med. Ručka vilice je plastična ili drvena, zupci mogu biti ravni ili kosi, pocinčani ili od nehrđajućeg čelika. Umjesto vilice profesionalci koriste nož za otklapanje koji može biti ručni i električni. Oštrica noža može biti ravna ili nazubljena, na kraju blago svinuta. Drška noža je drvena. Pčelarska viljuška je važan dio pčelarske opreme. Postoji više tipova viljušaka, s tim da treba istaći da su viljuške pogodnije za rad od pčelarskih noževa. Najpovoljnije pčelarske viljuške su izrađene od nehrđajućeg čelika i nose 16 ili 18 zubaca. U posljednje vrijeme u SAD-u i nekim europskim zemljama koriste se električni i strojni noževi, koji su se pokazali veoma praktičnim za pčelare s velikim brojem košnica.

## Pčelarska oprema
Pčelarska oprema se dijeli u više vrsta: alat, pribor, potrošni materijal, apitehnika i zaštitna oprema.

### Pčelarski alat
Pčelarski alat služi za rad s pčelama ili za umetanje satnih osnova. U pčelarski alat za rad s pčelama spadaju razne dimilice, dlijeta, kliješta i četke, a za rad sa satnim osnovama poslužit će šilo ili bušilica, kotačić ili transformator, natezač žice. Za procjenu popunjenosti okvira medom koristit ćemo pčelarsku vagu, a za prijenos (transport) košnica specijalno uređena kolica.

### Pčelarski pribor
Pčelarski pribor pomaže pri radu s pčelama, poput "dodatne opreme za košnice". Tu spadaju matične rešetke, kavezi za matice, bježalice, sakupljači peludi, mreže za propolis i druga pomoćna sredstva (stege, ručke, zatvarači, razmaci, spojke). Remen će pčelarima pomoći pri prijenosu košnica, a za spremanje meda trebat ćemo staklenke s pripadajućim poklopcima. Dobro će doći i mala pumpica za med u staklenki.

### Potrošni materijal
U potrošni materijal spadaju satne osnove, te čavlići različitih duljina, šuplje zakovice, žica i mreža. Ne smijemo zaboraviti niti drvo kao osnovni materijal za izradu svih dijelova košnica, lim za izradu krovova, ljepilo, flomastere za označavanje matica, kao ni boju za košnice.

### Apitehnika
Apitehnika je zajednički naziv svh specijalnih alata i uređaja na ručni ili motorni pogon koji se koriste u pčelarstvu. Tu spada taca korito, odnosno stalak za otklapanje saća, više vrsta vrcaljki, sita i filteri za med, posude (bačve) za med s pripadajućim slavinama (ventilima), pumpe, dozatori, grijači, mješalice i komore za dekristalizaciju. Za rad s voskom trebat će nam topionik i preša, a postoji i posebna preša za izradu satnih osnova. Naravno da uz svu navedenu pčelarsku opremu postoji još specijalnih alata i uređaja, ali njih koriste isključivo u industriji.

### Zaštitna oprema
Zaštitna oprema u pčelarstvu podrazumijeva zaštitnu odjeću i specijalne rukavice. U zaštitnu odjeću spadaju šeširi u različitim izvedbama, jakne i hlače, odnosno kombinezoni. Ne smijemo zaboraviti ni zaštitnu obuću, jer uznemirene pčele ne biraju mjesto gdje će ubosti.